# 魔女的夜宴
《魔女的夜宴》是由YUZUSOFT於2015年2月27日發售的戀愛冒險類型成人遊戲。

## 概要
本作為擁有能感受他人心情能力的青年與年輕魔女們交流的冒險遊戲。
剧情上游戏有五条路线，其中寧寧路線分為前半與後半，前半過關後回到首頁會RESTART的選項，點擊後進入後半路線。
系统上承接前作《天色Islenauts》，過關後追加各角色的After Story以及能觀賞故事的CG、H場景，而全线通关之后开放立绘鉴赏模式，可以自由组合摆放人物立绘。另外，新增了收藏语音系统，可以收藏玩家喜欢的语音。

## 故事簡介
擁有可以感受他人心情能力的男主角保科柊史某一天在圖書館幫忙時，見到了班上很有人氣的女孩子綾地寧寧用图书馆桌角自慰的場景，因而进一步了解到寧寧以發情癖為代價成為魔女的事實。與寧寧共享秘密的柊史，決定加入寧寧所屬的超自然研究社並幫她達成願望。

## 登場角色

### 主要角色
保科柊史
作品男主角。姬松學園二年級生。繼承母親一部分魔女的能力，能夠以五感的方式感受他人的心情或狀態如忌妒時會刺痛說謊時會有藥味，甚至寧寧發情時都可以感覺出來。由於感受到負面心情(尤其針對自己時)會覺得不愉快甚至身體不舒服，所以常和人保持距離，同時因為不擅長與人相處，經常說出不夠體貼的話，在遇到宁宁并因她加入超自然研究社之前，是虽然乐于助人但是却内向、死气沉沉的人，只有和奏和秀明两个朋友，周围的人都形容他的神情是「死鱼眼」，某次不小心撞見寧寧自慰並在隔天歸還其學生證時不小心將寧寧所收集的心之碎片吸收到體內的機緣下使得兩人關係接近了起來，為了將心之碎片歸還給寧寧而加入其社團利用自己的能力幫忙一起解決學校裡其他師生的煩惱，也因知道寧寧的秘密所以在寧寧因代價發作時會盡量幫忙掩護他能去解決發情的問題。萬聖節派對上的樂團演奏擔任貝斯手。
綾地寧寧（聲：桐谷華）
姬松學園二年級生，柊史的同班同學。因為美貌而在學校很有人氣。柊史等人加入前是超自然研究社的社長兼唯一社員，會替人進行塔羅占卜和解決煩惱的諮詢在該校女性學生之間非常有名(為了避免有覬覦寧寧的男學生造成寧寧困擾，除非真的有困擾否則大多數女學生都對男學生保密)。為了實現回到过去阻止父母离婚的願望成為魔女，但代價是不時會發情，並且在別人看不到的地方自慰，还使用各种情趣用品，不過之後常自我厭惡。性格温柔贤淑，但是慌乱起来常常会陷入强烈的自我厌恶和暴走，重复地说一些语无伦次的话，从而产生「死了算了」或者灭对方口的想法，并且会陷入容易自曝自密的状态，稍微有些笨蛋属性。魔女武器是手枪，魔女装露出度非常高，因此感到无比害羞，萬聖節派對上為了代替因感冒無法發聲的和奏臨時頂替作為樂團的主唱。
與柊史交往後因其內心逐漸填滿使得先前被柊史吸收走的心之碎片快速的返回到寧寧手上，但七緒再度提醒了寧寧他自己所許下的願望是回到過去阻止父母離婚，這代表只要寧寧收集完成後寧寧將會帶著現有的意識和記憶發動魔法回到過去並且從現在的時間點中徹底消失，其他生活在原本時間點的人為了補足這個缺失將會遺忘跟現在的寧寧有關的所有記憶包含了與他相愛的柊史也不例外，寧寧與柊史兩人得知此事之後兩人保持了距離過了幾天思考後決定以原本的相處方式一起面對即將到臨的未來，最終寧寧為了保住柊史的心在自己離開後不會再度出現空洞使用了七緒給的特殊子彈擊向柊史將柊史對自己的思念給帶走回到了過去，而原本的時間點則作為代替出現了一名與柊史不同班且完全不認識的另一個寧寧。
RESTART路線中寧寧帶著柊史的心之碎片回到過去後很快就發現就算回去的當下阻止了離婚也沒辦法改變父母兩人早就已經有了嫌隙的事實，認清事實後的寧寧害怕繼續這樣下去可能無法與柊史重逢所以決定讓父母兩人離婚跟著父親搬到和柊史相遇的城市，並在害怕改變太多未來又希望周遭的人得到幸福接受了父親再婚的情況下度過了幾年終於再度與柊史相遇，但是由於歷史並不完全一致寧寧沒有和柊史同班導致寧寧無法與柊史有所交集，柊史也因為剛相遇時感受到寧寧身上傳來的各種複雜的情感淺意識的在迴避寧寧，直到寧寧孤注一擲邀請柊史來到社團教室聊天後柊史意外碰觸到前一輪柊史的心之碎片後回想起了前一輪和寧寧相處的事情後接受了前一輪的自己的心之碎片和記憶，兩人才真正意義上的重逢並以此幫助其他人，結局與AFTER STORY中與柊史兩人一起見自己的父親和繼母後與雙親同居並不斷朝著說服自己的父親接受與柊史交往一事的方向努力。
因幡巡（聲：遙空）
姬松學園一年級生，柊史的學妹。上高中之前只有小千一个朋友，打扮土氣，在小千因为心愿的代价失忆搬走之后，為了在高中建立形象交到更多好友而打扮華麗。非常喜歡玩遊戲，比如《魔物獵人4TH》（NETA怪物猎人），尤其喜歡少女遊戲，游戏技巧精湛，由於剛進高中時因重感冒的關係錯失了與同學打好關係的時機而無法融入班級，為了改變此現況而到超自然研究社諮詢並在成功改善班級人際關係後加入超自然研究社。
椎葉紬（聲：黑咲そら）
故事途中轉學到姬松學園的二年級生，柊史的同班同學。为了实现购买一件已经下架的衣服的愿望成為魔女，代價是无法表现出女性身份的行为，比如穿可愛的女性服裝、戴女性的饰品、与男性接吻之类的，一旦如此做就會不舒服。不过越打扮成男性的样子就能承受越多女性化服装帶來的影響，比如选择穿男性的内衣的话，就不必担心穿女性外装会不舒服。魔女装是可爱风格，魔女武器是锤子。因为变化为魔女的时候不必支付代价(即可以穿女装、表现出女性气质)，因此享受自己着魔女化的时间，與寧寧互相發現對方是魔女的身分後為了一起合作回收心之碎片正式加入超自然研究社。
戶隱憧子（聲：明科まなさ）
姬松學園三年級生及學生會長，柊史的學姐。能力出众，但有喜歡對人惡作劇的習慣，即轻度抖S，由於沒有向超自然研究社說明完整的繼續維持持有社團教室的方式導致超自然研究社面臨即將被剝奪擁有社團教室的資格，作為補救與新上任的學生會長提出希望超自然研究社幫忙籌運萬聖節派對的提議，由於憧子已經卸下學生會長一職因此為了幫忙派對的準備臨時加入超自然研究社直到派對結束後正式加入。

### 其他角色
假屋和奏（聲：小鳥居夕花）
姬松學園二年級生，柊史的同班同學與好友。對男女都能無差別的對待。在寧寧的介紹下到七緒的咖啡廳Schwarz Katze打工，擅长吉他。為本作可攻略的女配角(需完成任一路線)。
相馬七緒（聲：沢村かすみ）
咖啡廳Schwarz Katze的店主。個性冷靜成熟，富有智慧。妖精中的年长者，因此行动比较像人类，也比较熟悉和遵守妖精的规则。寧寧的契約者，真實身分為黑貓精靈，店名Schwarz Katze亦為德語黑貓之意，寧寧線中為了寧寧的幸福決定幫柊史和寧寧賭一把與柊史在瞞著寧寧真正用途的情況下已取出含有對寧寧心意的柊史的心之碎片為由交付特殊的子彈給寧寧讓他以此射擊柊史，並透過多於的心之碎片累積的魔力將自己的留言和柊史的心之碎片轉交給回到過去的寧寧期望兩人可以自然的再度重逢，就算中間可能無法太順利柊史的心之碎片至少也能作為保險讓新一輪的柊史能夠有機會接收前一輪的自己記憶與思念，RESTART的世界中也一樣有著七緒與他開的咖啡廳存在，雖然沒有寧寧與柊史的記憶但依舊能從兩人的身上感受到特殊的氣息。
久島佳苗（聲：村田サナ）
柊史的班導師。被秀明称为「佳苗酱」。大龄剩女，喜欢喝酒，在家的行为意外地像个大叔，雖然有時候會嘲笑學生但其實非常關心學生的狀況並會給予學生一些人生的建議。
海道秀明（聲：寺竹順）
姬松學園二年級生，柊史的同班同學與好友。有点抖M，性格成熟的现充少年。擅长击鼓過去曾經和朋友組過樂團，爱慕久島佳苗，與和奏兩人非常關心柊史的狀況，常常一起對過於被其他女同學使喚的柊史說教，偶爾也會用半強制的方式拉著柊史一起出去玩。
保科太一（聲：鳩マン軍曹）
柊史的父親。重視工作，但還是很關心和人保持距離的兒子。
保科唯
柊史的母親。舊姓為日向。柊史3歲時即因交通事故過世。本身為魔女，愿望是能夠讀他人的心，柊史感受到別人想法的能力就是繼承於他的弱化版本，代价不明。因病双耳失聪也是因為這原因才會遭遇車禍過世。
越路美穗（聲：桃山いおん）
學生會副會長，與柊史同年級的同學。是个百合，很崇拜憧子，同时也爱着她。被憧子推薦繼任下屆的學生會長但是因為對憧子的感情無法表達出來而拒絕，最終在柊史的勸說和幫助下鼓起了勇氣向憧子告白並被拒絕，了結了心中的疙瘩後下定決心繼任成新一任的學生會長。
木月千穗子
巡小时候唯一的親友。被巡稱為「小千」。為魔女，愿望是让当时重病的巡病愈。代價是逐渐忘記身邊的人的事情（家人也包含在內）。由於想實現的魔法規模過於浩大，魔法完成後也忘記了身邊的人的事情，因此随家人搬走四处求医。
赤城（聲：真宮柚）
初登场于七绪的咖啡厅。说话和风的傲娇萝莉，真實身分為大鴉（乌鸦的一种，候鸟）精靈。千穗子、紬的契約者。與千穗子締結契約時同時和紬締約。与紬的奶奶是童年好友（当时她还是动物身），找了紬的奶奶50年。
寧寧的父親
寧寧的生父，在寧寧小時候因與寧寧的生母感情不好而離婚，離婚後得到寧寧的監護權帶著寧寧搬到作中的城市生活，在幾年後認識新田一美並再婚，非常疼愛寧寧也因此RESTART線的結局中對於寧寧和柊史交往一事非常反對，最終因寧寧的態度與再婚的妻子的勸說下而放軟認同兩人交往(不過馬上又因寧寧的魔女裝一事大發雷霆反悔)。
新田一美
寧寧的繼母，因為寧寧認為自己的母親只有生母一個而被寧寧拒絕，也因此寧寧一人搬到外面住，對此寧寧的內心也感到非常愧疚，因此寧寧在RESTART線中改變了態度認同了新田一美贊成其與父親兩人再婚，寧寧也與他的關係非常良好，大多時候也都贊成寧寧的決定，AFTER STORY時認同寧寧與柊史的關係也與柊史保持良好的關係並幫忙說服寧寧的父親接受柊史。

## 用語
妖精
又译艾尔普。由動物變成的存在，無法使用魔女使用的魔法，但可以使用如心靈感應之類的簡單魔法。妖精無法變成魔女，通过与魔女结契，实现她们的愿望，收取魔女的感情作为报酬，借此学习人类世界的情感，从而融入人类社会。一般妖精是遵守规则的，只同时与一名魔女结契，但是部分妖精会钻规则的漏洞，如赤城。
魔女
蒐集心的碎片的人類，與妖精締結契約後必須強制支付魔力（強烈感情）為代價，代價為隨機決定，一般来说越大的愿望代价越大，预支魔力实现愿望的话，因为利息的存在，代价会很大，如椎葉紬预支力量，虽然只是买一件衣服，但是代价是长久时间无法女性化打扮。
人類成為魔女後擁有魔具（服裝、武器），同時給予不會被沒有魔法的人看到的效果，魔具也是隨機決定。
魔女一生只能结契一次。
魔法
魔女需在玻璃瓶中集滿心的碎片才能使用魔法，並只能使用一次且不可更改當初許下的願望內容，只要瓶子集滿就會強制發動，透過願望實現的魔法有時候會以弱化的形勢傳承給自己的子孫，如主角的母親希望獲得完全讀取對方想法的能力，而這力量由主角所繼承但是弱化成只能用五感感受到對方的情感並且不能完全知道對方在想甚麼。
魔力
由人類的強烈感情所生成的東西。
心的碎片
由人的各種感情生成的碎片。魔女可以在人类情感爆发时将人类打晕，取出多余的心的碎片，从而让人的心灵达到平衡。
3DW
掌上遊戲機，原型為3DS。
魔物獵人4TH
遊戲軟體。原型为怪物猎人4。

## 製作人員
- 角色設計、原畫：夢璃凜、小舞一
- SD原畫：菰綿遙華（日语：こもわた遙華）
- 劇本：、保住圭、籐太
- 監製：
- CG：、煎路
- 影片製作：
- 音樂：Famishin

## 主題曲
片頭曲
作詞：Riryka，作曲：Famishin，編曲：井之原智，主唱：米倉千尋
插入曲「Without You」
作詞：神代あみ，作曲：Famishin，編曲：Yasuo Asai，歌：神代あみ
寧寧结局片尾曲「Re：Start～～」
作詞：神代あみ，作曲：Famishin，編曲：椎名俊介，主唱：神代あみ
巡结局片尾曲
作詞：Riryka，作曲：Famishin，編曲：井之原智，主唱：Riryka
紬结局片尾曲
作詞：葉月，作曲：Famishin，編曲：椎名俊介，主唱：葉月
憧子结局片尾曲
作詞：カサンドラ，作曲 - Famishin，編曲：新井健史，主唱：カサンドラ
和奏结局片尾曲
作詞：中山♡マミ，作曲：Famishin，編曲：佐々倉マコト，主唱：中山♡マミ

## 關連商品

### CD
魔女的夜宴 角色歌Vol.1 「綾地寧寧」 附贈迷你廣播劇
2014年10月10日發售。收錄寧寧的角色歌「sweet treasure」。
魔女的夜宴 角色歌Vol.2 「因幡巡」 附贈迷你廣播劇
2014年10月24日發售。收錄巡的角色歌「リアルフレンド」。
魔女的夜宴 角色歌Vol.3 「椎葉紬」 附贈迷你廣播劇
2014年11月7日發售。收錄紬的角色歌「Sweet Sweet アリス」。
魔女的夜宴 角色歌Vol.4 「戶隱憧子」 附贈迷你廣播劇
2014年11月21日發售。收錄憧子的角色歌「Midday Star」。

### 漫畫
魔女的夜宴
於《月刊Comic Alive》2015年1月號至6月號連載。由作畫。單行本全一冊。
| 冊數 | KADOKAWA      | KADOKAWA               |
| 冊數 | 發售日期      | ISBN                   |
| ---- | ------------- | ---------------------- |
| 1    | 2015年5月23日 | ISBN 978-4-0406-7289-2 |

魔女的夜宴 Pure
於《Comic Earth Star》2015年2月27日開始連載中。由作畫。一冊單行本於2016年3月12日發售。
| 冊數 |               |                        |
| 冊數 | 發售日期      | ISBN                   |
| ---- | ------------- | ---------------------- |
| 1    | 2016年3月12日 | ISBN 978-4-8030-0878-4 |

## 評價
《魔女的夜宴》在Getchu.com舉辦的美少女遊戲大賞中獲得綜合部門第2名、繪圖部門第1名、劇本部門第5名、系統部門第8名、音樂部門第10名、影片部門第1名、角色部門綾地寧寧第1名、因幡巡第4名與椎葉紬第13名、色情部門第7名。另外在由萌系遊戲大賞舉辦的2015年排名中獲得第8名和2015年2月的月間賞第1名以及2015年度角色設計賞的金賞。

## 外部連結
- 官方網站 （页面存档备份，存于）（日語）
- 中文版官方網站 （页面存档备份，存于）（简体中文）
- 英文版官方網站 （页面存档备份，存于）（英文）
- 《魔女的夜宴》在視覺小說數據庫的頁面 （英文）